# 274-й истребительный авиационный полк (второго формирования)
274-й истребительный авиационный Оршанский Краснознамённый ордена Кутузова  полк (274-й иап) — воинская часть Военно-Воздушных сил (ВВС) Вооружённых Сил РККА, принимавшая участие в боевых действиях Великой Отечественной войны. По своей результативности входит в число 20 лучших истребительных полков.

## Наименования полка
- 274-й истребительный авиационный полк
- 274-й Оршанский истребительный авиационный полк
- 274-й Оршанский Краснознамённый истребительный авиационный полк
- 274-й Оршанский Краснознамённый ордена Кутузова истребительный авиационный полк
- Полевая почта 06962

## Создание полка
274-й истребительный авиационный полк сформирован в период с 20-го по 25-е августа 1941 года при 4-м запасном истребительном авиаполку в Курске на самолётах МиГ-3 (Управление полка и 2-я эскадрилья). 1-я аэ сформирована в 6-м зиап Приволжского военного округа в Рассказово Тамбовской области и прибыла в Курск лётом на 9 МиГ-3, инженерно-технический состав прибыл на ТБ-3. С 25 августа по 5 сентября 1941 года лётный состав доосваивал и тренировался на МиГ-3.

## Расформирование полка
274-й истребительный авиационный полк 10 марта 1947 года расформирован в составе 278-й истребительной авиационной дивизии 3-го истребительного авиационного корпуса 16-й воздушной армии ГСОВГ, личный состав и матчасть переданы на укомплектование 15, 43 и 515 иап 278 иад.

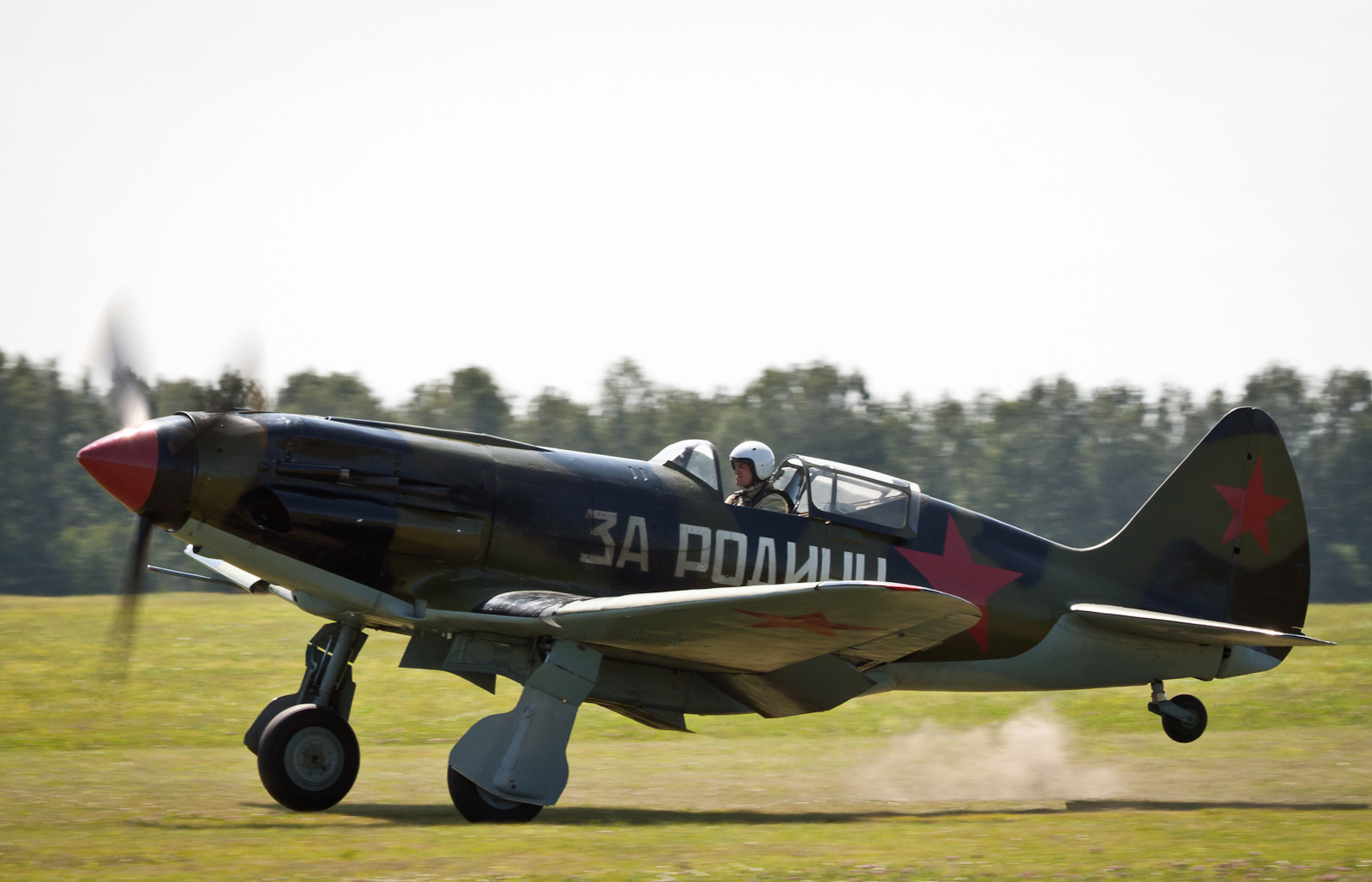
Самолёт МиГ-3

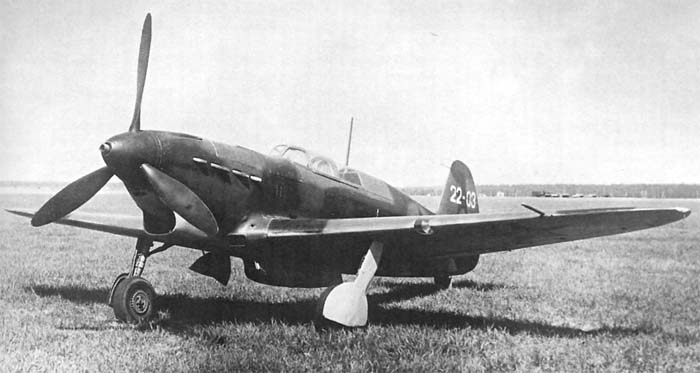
Истребитель Як-7

## В действующей армии
В составе действующей армии:
- с 10 сентября 1941 года по 20 ноября 1941 года
- с 9 июня 1942 года по 26 декабря 1942 года
- с 19 апреля 1943 года по 22 июня 1943 года
- с 9 июля 1943 года по 3 августа 1943 года
- с 1 сентября 1943 года по 12 мая 1944 года
- с 22 июня 1944 года по 9 сентября 1944 года
- с 21 ноября 1944 года по 9 мая 1945 года

## Командиры полка
- майор Крайнев Сергей Михайлович (погиб)[5],20.08.1941 — 05.11.1941
- майор Николаенко Василий Фёдорович[5], 25.12.1941 — 18.06.1942
- капитан Мякушев Михаил Алексеевич[5], 18.06.1942 — 03.10.1942
- майор Федин Михаил Иванович (ранен)[5], 07.10.1942 — 05.11.1942
- капитан Мышковский Иван Илларионович[5], 12.11.1942 — 25.12.1942
- майор Милютин Михаил Иванович (погиб)[5], 01.01.1943 — 20.04.1943
- майор Корнилов Николай Сергеевич[5], 22.04.1943 — 08.10.1943
- майор Волчков Николай Григорьевич (погиб)[5], 08.10.1943 — 26.03.1944
- капитан Томарев Максим Николаевич[5], 26.03.1944 — 30.04.1944
- майор Тарасов Павел Тимофеевич (ВрИД)[5], 30.04.1944 — 05.06.1944
- майор, подполковник Запрягаев Иван Иванович[5], 05.06.1944 — 07.1946

## В составе соединений и объединений
| Период        | Фронт (округ)                                   | армия                | корпус                                | дивизия                                       | примечание                                                                                              |
| ------------- | ----------------------------------------------- | -------------------- | ------------------------------------- | --------------------------------------------- | --- |
| 20.08.1941 г. | Московский военный округ                        | ВВС округа           |                                       | 4-й запасной истребительный авиационный полк  | МиГ-3                                                                                                   |
| 10.09.1941 г. | Брянский фронт                                  | ВВС фронта           |                                       | 11-я смешанная авиационная дивизия            | МиГ-3                                                                                                   |
| 20.11.1941 г. | Приволжский военный округ                       | ВВС округа           |                                       | 6-й запасной истребительный авиационный полк  | Рассказово Тамбовской области, МиГ-3                                                                    |
| 15.01.1942 г. | Закавказский военный округ                      | ВВС округа           |                                       | 25-й запасной истребительный авиационный полк | Аджикабул АзССР, ЛаГГ-3                                                                                 |
| 25.04.1942 г. | Приволжский военный округ                       | ВВС округа           |                                       | 16-й запасной истребительный авиационный полк | Баланда Саратовской области, Як-7б, Як-1                                                                |
| 09.06.1942 г. | Брянский фронт                                  | 2-я воздушная армия  |                                       | 266-я истребительная авиационная дивизия      | Як-7б, Як-1                                                                                             |
| 06.07.1942 г. | Московский военный округ                        | ВВС округа           |                                       | 266-я истребительная авиационная дивизия      | Як-7б, Як-1, Астафьево Московской области, доукомплектование                                            |
| 05.09.1942 г. | Сталинградский фронт                            | 8-я воздушная армия  |                                       | 288-я истребительная авиационная дивизия      | Як-7б, Як-1                                                                                             |
| 12.10.1942 г. | Сталинградский фронт                            | 8-я воздушная армия  |                                       | 226-я смешанная авиационная дивизия           | Як-7б, Як-1                                                                                             |
| 23.10.1942 г. | Сталинградский фронт                            | 8-я воздушная армия  |                                       | 268-я истребительная авиационная дивизия      | Як-7б, Як-1                                                                                             |
| 04.01.1943 г. | Сталинградский фронт                            | 8-я воздушная армия  |                                       | 268-я истребительная авиационная дивизия      | лётный состав передан в полки дивизии, штаб убыл на переформирование                                    |
| 04.01.1943 г. | Сибирский военный округ                         | ВВС округа           |                                       | 20-й запасной истребительный авиационный полк | Новосибирск, Як-7б. Лётный состав передан из 47-го иап Дальневосточного фронта, техсостав из 20-го зиап |
| 31.01.1943 г. | Резерв Верховного Главнокомандования            | авиация резерва ВГК  |                                       | 278-я истребительная авиационная дивизия      | Як-7б                                                                                                   |
| 21.02.1943 г. | Резерв Верховного Главнокомандования            | авиация резерва ВГК  | 3-й истребительный авиационный корпус | 278-я истребительная авиационная дивизия      | Як-7б                                                                                                   |
| 19.04.1943 г. | Северо-Кавказский фронт                         | 4-я воздушная армия  | 3-й истребительный авиационный корпус | 278-я истребительная авиационная дивизия      | Як-7б                                                                                                   |
| 23.06.1943 г. | Резерв Верховного Главнокомандования            | авиация резерва ВГК  | 3-й истребительный авиационный корпус | 278-я истребительная авиационная дивизия      | Свинино Тамбовской области, получил Як-1 и Як-9                                                         |
| 01.09.1943 г. | Южный фронт                                     | 8-я воздушная армия  | 3-й истребительный авиационный корпус | 278-я истребительная авиационная дивизия      | Як-1, Як-9                                                                                              |
| 20.10.1943 г. | 4-й Украинский фронт                            | 8-я воздушная армия  | 3-й истребительный авиационный корпус | 278-я истребительная авиационная дивизия      | Як-1, Як-9                                                                                              |
| 22.05.1944 г. | Резерв Верховного Главнокомандования            | авиация резерва ВГК  | 3-й истребительный авиационный корпус | 278-я истребительная авиационная дивизия      | Курск, Як-1, Як-9                                                                                       |
| 22.06.1944 г. | 3-й Белорусский фронт                           | 1-я воздушная армия  | 3-й истребительный авиационный корпус | 278-я истребительная авиационная дивизия      | Як-1, Як-9                                                                                              |
| 19.09.1944 г. | Резерв Верховного Главнокомандования            | авиация резерва ВГК  | 3-й истребительный авиационный корпус | 278-я истребительная авиационная дивизия      | Городыня, Западная Украина, Як-9                                                                        |
| 21.11.1944 г. | 1-й Белорусский фронт                           | 16-я воздушная армия | 3-й истребительный авиационный корпус | 278-я истребительная авиационная дивизия      | Як-9 |
| 09.05.1945 г. | 1-й Белорусский фронт                           | 16-я воздушная армия | 3-й истребительный авиационный корпус | 278-я истребительная авиационная дивизия      | Як-9 |
| 10.06.1945 г. | Группа советских оккупационных войск в Германии | 16-я воздушная армия | 3-й истребительный авиационный корпус | 278-я истребительная авиационная дивизия      | Як-9 |
| 12.12.1945 г. | Группа советских оккупационных войск в Германии | 16-я воздушная армия | 3-й истребительный авиационный корпус | 278-я истребительная авиационная дивизия      | Як-3 |
| 10.03.1947 г. | Группа советских оккупационных войск в Германии | 16-я воздушная армия | 3-й истребительный авиационный корпус | 278-я истребительная авиационная дивизия      | расформирован                                                                                           |

## Участие в сражениях и битвах
- Орловско-Брянская операция — с 30 сентября 1941 года по 23 октября 1941 года.
- Тульская операция — с 24 октября 1941 года по 20 ноября 1941 года.
- Касторненская оборонительная операция — с 28 июня 1942 года по 24 июля 1942 года
- Валуйско-Россошанская оборонительная операция — с 28 июня 1942 года по 24 июля 1942 года
- Сталинградская битва
  - Воздушная операция по уничтожению немецкой авиации на аэродромах — с 27 октября 1942 года по 29 октября 1942 года.
  - Воздушная блокада Сталинграда — с 23 ноября 1942 года по 2 февраля 1943 года.
  - Котельниковская операция — с 12 декабря 1942 года по 30 декабря 1942 года.
- Ростовская операция — с 1 января 1943 года по 30 января 1943 года.
- Ворошиловградская операция — с 29 января 1943 года по 30 января 1943 года.
- Воздушное сражение на Кубани с 17 апреля 1943 года по 7 июня 1943 года
- Донбасская операция с 1 сентября 1943 года по 22 сентября 1943 года
- Мелитопольская операция с 26 сентября 1943 года по 5 ноября 1943 года
- Никопольско-Криворожская операция с 30 января 1944 года по 29 февраля 1944 года
- Крымская операция с 8 апреля 1944 года по 12 мая 1944 года
- Белорусская операция «Багратион» с 23 июня 1944 года по 29 августа 1944 года
- Вильнюсская операция с 5 июля 1944 года по 20 июля 1944 года
- Висло-Одерская операция с 12 января 1945 по 3 февраля 1945 года
- Варшавско-Познанская операция с 14 января 1945 года по 3 февраля 1945 года
- Восточно-Померанская операция с 10 февраля 1945 года по 20 марта 1945 года
- Берлинская операция с 16 апреля 1945 года по 8 мая 1945 года

## Почётные наименования
274-му истребительному авиационному полку 6 июля 1944 года за отличие в боях за овладение городом и оперативно-важным железнодорожным узлом Орша присвоено почётное наименование «Оршанский».

## Награды
- 274-й Оршанский истребительный авиационный полк 12 августа 1944 года за образцовое выполнение заданий командования в боях с немецкими захватчиками, за овладение городом Каунас и проявленные при этом доблесть и мужество Указом Президиума Верховного Совета СССР[7] награждён орденом Красного Знамени.
- 274-й Оршанский Краснознамённый истребительный авиационный полк 28 мая 1945 года за образцовое выполнение боевых заданий командования в боях с немецкими захватчиками при овладении городом Бранденбург и проявленные при этом доблесть и мужество Указом Президиума Верховного Совета СССР[8] награждён орденом Кутузова III степени.

## Благодарности Верховного Главнокомандования
Верховным Главнокомандующим объявлены благодарности:
- за овладение городом Вильнюс[9]
- за овладение городами Бельгард, Трептов, Грайфенберг, Каммин, Гюльцов, Плате[10]
- за овладение городами Голлнов, Штепенитц и Массов[11]
- за овладение городом Альтдамм[12]

## Отличившиеся воины полка
- Борисенко Иван Иванович, лётчик полка, удостоен звания Герой Советского Союза Указом Президиума Верховного Совета СССР от 15 мая 1945 года в составе 73-го гвардейского истребительного авиаполка 6-й гвардейской истребительной авиадивизии 8-й воздушной армии 2-го Украинского фронта. Золотая Звезда № 6324.
- Климов Василий Владимирович, командир эскадрильи, удостоен звания Герой Советского Союза Указом Президиума Верховного Совета СССР от 15 мая 1945 года в составе 15-го истребительного авиаполка 278-й истребительной авиадивизии 16-й воздушной армии 1-го Белорусского фронта. Золотая Звезда № 8265.
- Киселёв Иван Михайлович, старший лейтенант, командир звена 274-го истребительного авиационного полка 278-й истребительной авиационной дивизии 3-го истребительного авиационного корпуса 1-й воздушной армии 14 мая 1965 года удостоен звания Герой Советского Союза. Золотая Звезда № 10699
- Комардинкин Константин Петрович, старший лейтенант, заместитель командира эскадрильи 274-го истребительного авиационного полка 278-й истребительной авиационной дивизии 3-го истребительного авиационного корпуса 8-й воздушной армии 1 ноября 1943 года удостоен звания Герой Советского Союза. Золотая Звезда № 1272
- Кузьмин Георгий Павлович, лётчик полка, удостоен звания Герой Советского Союза Указом Президиума Верховного Совета СССР от 28 апреля 1943 года в составе 239-го истребительного авиаполка 235-й истребительной авиадивизии 2-го смешанного авиационного корпуса 8-й воздушной армии Южного фронта. Золотая Звезда № 931.
- Маркин Николай Васильевич, старший лейтенант, заместитель командира эскадрильи 274-го истребительного авиационного полка 278-й истребительной авиационной дивизии 8-й воздушной армии Южного фронта 1 ноября 1943 года удостоен звания Герой Советского Союза. Посмертно.

## Статистика боевых действий
Всего за годы Великой Отечественной войны полком:
| Выполнено боевых вылетов | Сбито самолётов в воздухе | Уничтожено самолётов всего |
| ------------------------ | ------------------------- | -------------------------- |
| 9872                     | 423                       | 454                        |

Свои потери:
| Потеряно самолётов, всего | Погибло лётчиков всего | Погибло лётчиков в воздушных боях | Не вернулись с боевого задания | Погибло при налётах и прочие небоевые потери | Погибло в авиакатастрофах и умерло от ран |
| ------------------------- | ---------------------- | --------------------------------- | ------------------------------ | -------------------------------------------- | ----------------------------------------- |
| 174                       | 73                     | 30                                | 35                             | 1                                            | 7                                         |

## Самолёты на вооружении
| Период      | Самолёты |
| ----------- | -------- |
| 1941 — 1942 | МиГ-3    |
| 1942 — 1944 | Як-1     |
| 1942 — 1943 | Як-7Б    |
| 1943 — 1946 | Як-9     |
| 1945 — 1947 | Як-3     |